# Tobaksfabriken Industria
Tobaksfabriken Industria - Oscar Almborg var en tobaksfabrik i Norrköping, som grundades 1908 av Oscar Almborg (1871-1955). 
Oscar Almborg hade 1902 startat en grosshandel med tobaksvaror i Norrköping. Han hade arbetat som resande försäljare för Forsells Tobaksfabrik i Göteborg och hade varit försäljningschef och delägare i Jon Asklunds Tobaksfabrik i Linköping. När den senare upplöstes i mars 1908, övertog Oscar Almborg dess recept på snus och grundade i juli samma år en egen tobaksfabrik i Norrköping. Fabriken låg vid Vattengatan 35 i det tidigare Kemiska industriaktiebolagets fabrikshus. År 1910 hade fabriken 19 arbetare och en verkmästare anställda. Kontor och lager låg vid Smålandsgatan 2 (från 1956 Tjustgatan) fram till 1911, varefter kontoret flyttade till Norra Kungsgatan 37.
Tobaksfabriken Industria uppgick 1913 i AB Förenade Svenska Tobaksfabriker tillsammans med ett stort antal andra svenska tobaksföretag, i Norrköping: Tobaksfirman Petter Swartz, Richard Anderssons Cigarrfabrik, C. Björkman Cigarr-, Snus och Tobaksfabrik samt Norrköpings Cigarr- och Tobaksfabrik.